# Сань Мао
Сань Мао (кит. 三毛, настоящее имя кит. трад. 陳懋平, упр. 陈懋平, пиньинь Chén Màopíng, палл. Чэнь Маопи́н; 26 марта 1943 — 4 января 1991) — тайваньская писательница 70—80-х годов, её сочинения известны среди китайских читателей во всем мире.

## Биография
Семья Сань Мао родом из района Динхай провинции Чжэцзян в Китае. Родилась будущая писательница в Чунцине, вскоре с родителями переселилась на Тайвань. В детстве очень любила книги и уже в 5 лет прочитала «Сон в красном тереме». Училась в первой высшей женской школе в Тайбэе, но вскоре на некоторое время ей пришлось оставить учебу и получать образование дома.
В 1964 году поступила на философский факультет Университета китайской культуры. С 1967 и в течение следующих трех лет училась в Испании в Мадридском гуманитарном университете, где впервые познакомилась с Хосе. После училась в Германии, а также работала в правовой библиотеке Иллинойсского университета в Америке. Полученные за это время опыт и языковые навыки стали важной базой для её дальнейшей жизни. Она сама считала себя вечной скиталицей, «блудной дочерью», потому взяла в качестве китайского псевдонима имя невзрослеющего бродяги, главного героя популярных в 1930-40-х годах комиксов «Скитания Сань Мао».
В 1970 вернулась в Университет китайской культуры, где стала преподавать философию, но после внезапной кончины будущего мужа от сердечного приступа отправилась в Испанию. Там она снова повстречала Хосе.
В 1973 году в маленьком поселении Эль-Аюн в Западной Сахаре вышла замуж за Хосе Мариана, который работал водолазом. Молодая чета поселилась в Сахаре. В этот период у Сань Мао раскрывается писательский талант. По заказу тайваньской газеты «Ляньхэбао» стала издавать свои сочинения в литературном приложении этой газеты. В этот период жизнь в пустыне стала основным фоном её произведений, наполненных экзотикой чуждой страны. Среди самых известных сочинений этого периода — сборник рассказов «Истории Сахары», «Плачущий верблюд».
В 1976 году Сань Мао с мужем переселились на Канарские острова.
В 1979 Хосе неожиданно погиб во время очередного подводного погружения. После смерти мужа Сань Мао вернулась на Тайвань.
В 1981 Сань Мао решила покончить с 14-летним скитанием по разным странам. В том же году редакция газеты «Ляньхэбао» содействовала её полугодовому путешествию по Южной и Центральной Америке, после которого она написала «Долгое путешествие среди рек и гор». После возвращения снова стала преподавать в Университете китайской культуры.
В 1984 году по состоянию здоровья уходит из университета и занимается писательской деятельностью.
В 1989 году Сань Мао отправилась в континентальный Китай и впервые за многие годы посетила место своего рождения, где с огромным удивлением узнала о своей широкой популярности в Китае. Во время поездки она нанесла визит Чжан Юэ-пину, создателю комиксов «Скитания Сань Мао», из которых она позаимствовала свой псевдоним.
В 1990 году сценарий к фильму «Красная пыль» (滚滚紅塵) стал её последней работой.
За свою жизнь Сань Мао побывала в 54 странах, но загадка её смерти до сих пор не разгадана.
4 января 1991 года она была найдена повешенной на чулках в палате Тайбэйского госпиталя, где находилась после трехдневной операции с диагнозом гиперплазия эндометрия. Предсмертной записки оставлено не было. На следующий день тайваньские газеты сообщили о её смерти, после чего более 80 газет в Гонконге также составили подробные статьи о происшествии. Через полгода после событий один молодой человек[кто?] высказал предположения, что расследования слишком поспешны, и самоубийство из-за болезни — недостаточно обосновано. После смерти Хосе Сань Мао жила исключительно мыслями о нем. Поэтому, возможно, именно любовь стала причиной её гибели.

## Сочинения и переводы
- Первый рассказ «Наваждение» (惑) был опубликован в Тайбэе в декабре 1962 г. в журнале «Современная литература».
- Некоторые произведения из многочисленных рассказов и эссе Сань Мао были переведены на русский и украинский языки:
- В 2012 переведены на русский язык рассказ «Свадебные записки», перевод с китайского Наталии Дойниковой на сайте [ru]: San Wen[3], и рассказ «Десятилетняя невеста», перевод с китайского Лидии Стеженской на сайте [ru]: San Wen[4].
- В июне 2021 украинский перевод сборника автобиографических рассказов «Истории Сахары» опубликован независимым издательством «Сафран» в переводе Алины Доричевой[5].
- В апреле 2022 появился русский перевод главного произведения Сань Мао под названием «Сахарские новеллы»: опубликован в издательстве АСТ в переводе Марии Осташёвой. (Сань-мао Сахарские новеллы (сборник) / Перевод М. Осташёвой — М.: АСТ (серия «Лучшая проза Тайваня»), 2022, ISBN 978-5-17-147707-3 [6])